# Iglesia de Santa María del Castillo (Cuenca de Campos)
La iglesia de Santa María del Castillo  es un templo católico ubicado en la localidad de Cuenca de Campos, Provincia de Valladolid, Castilla y León, España.
Actualmente, está considerada como BIC (Bien de Interés Cultural) (fue declarada Monumento histórico-artístico perteneciente al Tesoro Artístico Nacional mediante decreto de 3 de junio de 1931).